# Zaoli Hu
Zaoli Hu (kinesiska: 皂李湖) är en sjö i Kina. Den ligger i provinsen Zhejiang, i den östra delen av landet, omkring 80 kilometer öster om provinshuvudstaden Hangzhou. Zaoli Hu ligger 5 meter över havet. Arean är 1,4 kvadratkilometer. Trakten runt Zaoli Hu består till största delen av jordbruksmark. Den sträcker sig 2,4 kilometer i nord-sydlig riktning, och 1,7 kilometer i öst-västlig riktning.
Genomsnittlig årsnederbörd är 2 022 millimeter. Den regnigaste månaden är juni, med i genomsnitt 356 mm nederbörd, och den torraste är januari, med 72 mm nederbörd.